# Felbamat
Felbamat (Handelsname Taloxa) ist ein anfallsunterdrückender Arzneistoff, der in der Behandlung von Epilepsien eingesetzt wird.

## Wirkmechanismus
Der genaue Wirkmechanismus ist bisher nicht bekannt. An Rezeptoren exzitatorischer Aminosäuren wirkt Felbamat antagonistisch: es blockiert vermutlich die Glycin-Bindungsstelle des NMDA-Rezeptors und verstärkt zusätzlich – allerdings nur schwach – die GABAerge Erregungsübertragung.

## Anwendungsgebiete
Der breite Wirkmechanismus begründet einen großen Anwendungsbereich für unterschiedlichste Epilepsiesyndrome. Aufgrund des Nebenwirkungsprofils wird es im Wesentlichen bei sonst therapieresistenten fokal und sekundär generalisierten Anfällen, bei verschiedenen Anfallsformen des Lennox-Gastaut-Syndroms und beim therapieresistenten West-Syndrom eingesetzt.

## Nebenwirkungen
Dosisabhängig treten als Nebenwirkungen des Magen-Darm-Traktes Übelkeit, Erbrechen, Appetitmangel und Gewichtsverlust, des Nervensystems Kopfschmerzen, Schlafstörungen, Verschwommensehen und Gleichgewichtsstörungen auf. Dosisunabhängig allergisch ist es mit einer Häufigkeit von 1:3000 zum vollständigen Erliegen der Blutbildung (aplastische Anämie) mit 30 % tödlichem Verlauf und in 1:7000 Behandlungen zu akutem Leberversagen mit sogar 60 % tödlichem Verlauf gekommen. Daraus ergibt sich ein kombiniertes Gesamtrisiko von 1:2000 lebensbedrohlichen Nebenwirkungen mit einem Sterblichkeitsrisiko von 1:5500 Behandlungsfällen. Bei Kindern unter 13 Jahren wurde das Versagen der Blutbildung bisher noch nie beobachtet. Allerdings wird Felbamat aufgrund dieser besonderen Risiken nur in ausgesuchten Fällen mit schweren Epilepsien unter Einhaltung besonderer Vorsichtsmaßnahmen eingesetzt.

## Verabreichung
Das Medikament wird oral eingenommen und verbleibt ca. einen Tag im Blut.